# بنو عباد
سلسله بنو عباد یک سلسله مسلمان عرب بود که در آندلس پس از سقوط خلافت قرطبه (۷۵۶–۱۰۳۱) پدید آمد. پس از فروپاشی، چند کشور مسلمان کوچک به نام taifas وجود داشت، هر حکومت توسط یک خانواده مختلف یا قبیله اداره می‌شد: حمودیان از زیریان از Jahwarids از ذوالقرنین-Nunids از Amirids از Tojibids و Hudids. حکومت بنو عباد از حدود ۱۰۲۳ تا ۱۰۹۱ به طول انجامید، اما در دوره کوتاه عمر خود انرژی خاصی را به نمایش گذاشت.